# Ābādeh-ye Ţashk
Ābādeh-ye Ţashk (persiska: آباده طشک, Ţashk, Ābādī-ye Tashk, Ābādeh-i-Tashk) är en ort i Iran.   Den ligger i provinsen Fars, i den centrala delen av landet, 700 km söder om huvudstaden Teheran. Ābādeh-ye Ţashk ligger 1 598 meter över havet och antalet invånare är 6 213.
Terrängen runt Ābādeh-ye Ţashk är varierad.Runt Ābādeh-ye Ţashk är det glesbefolkat, med 12 invånare per kvadratkilometer. Det finns inga andra samhällen i närheten. Omgivningarna runt Ābādeh-ye Ţashk är i huvudsak ett öppet busklandskap.